# Гендерно-неориентированные языки
Гендерно-неориентированные языки включают в себя как естественные, так и искусственно созданные языки, в которых отсутствует указание на гендерную принадлежность слова — это означает отсутствие морфологического и лексического согласования между существительными, глаголами и прилагательными в контексте указания на род определяемого слова.
Зачастую языки без указания на гендерные признаки путают с гендерно-нейтральными языками. Однако эти два языковых явления отличаются друг от друга, более того, отсутствие указания на пол определяемого предмета не означает гендерную нейтральность, хотя зачастую использование языков без определения гендерного рода укрепляет существующие гендерные стереотипы и предрассудки. К примеру, носители данных языков в большинстве случаев используют определения и существительные мужского рода при обращении к лицам по роду их профессиональной деятельности. В то же время, некоторые языки, которые относятся к категории с отсутствием гендерных признаков, используют как мужские, так и женские определения (английский язык).
Для определения пола и указания на половую принадлежность лица или предмета в данных языках используются такие гендерно-определенные слова, как мать, сын, а также местоимения: он, она. Однако в основном гендерная принадлежность прослеживается через контекст. Примером данного вида языков могут служить индоевропейские языки: бенгали и персидский, а также венгерский и финский язык, турецкий,все тюркские языки, японский, корейский, казахский, китайский и вьетнамский языки.

## Морфологический разбор феномена
С точки зрения морфологии, грамматическое разграничение по половым признакам может происходить при столкновении различных языков. К примеру, греческий язык , ранее обладавший тремя родами, потерял данную особенность языка из-за влияния турецкого, который, в свою очередь, не обладает грамматическим разграничением полов.
Этот феномен был назван "общим упрощением в системе разделения по половым признакам в языках".
Исследования по половым разграничениям при использовании определенных языков указывают на то, что из 256 языков в мире, 112(44%) обладают признаками разграничения по полам, а 144 (56%) являются "бесполыми" языками. Учитывая тот факт, что взаимозависимость языков со временем все больше увеличивается, невозможно исключать возможность их влияния друг на друга, однако, неизвестно, какой тип языков окажется под влиянием, а какой  главенствующим.

## Заимствования из других языков
Половая принадлежность слов напрямую связана с восприятием слов, но не с идейной составляющей слова. С этой точки зрения, ученые занимаются изучением лексических и морфологических изменений в словах, заимствованных из других языков. Одним из ярких примеров модификации слов при заимствовании является итальянский язык. В данном случае, при заимствовании слов из английского языка, определению пола поспособствовало фонетическое восприятия итальянцами английских слов. К примеру, для итальянских иммигрантов слово «freezer» — морозильная камера — звучало как «freezə», то есть, окончание ассоциируется с итальянским окончанием «а», которое указывает на принадлежность слова к женскому роду,  таким образом, в итальянской интерпретации слово модифицировалось на «frisa». Такие же изменения происходят и в заимствованных из английского словах французского и немецкого языков. Английское окончание «ing» во французском звучит как «ine», а в немецком «ung», которые также детерминируют женский род.

## Гендерное неравенство
Способы присвоения существительным определенного рода и использования отличительных гендерных знаков в языке во многом зависит от нравов, привычек, ценностей и устоев носителей языка.
В языках, с отсутствием гендерных различий, в основном используются местоимения, указывающие на оба рода. Определения мужского рода используются для описания предмета, с неустановленным родом.  Данный феномен преобладающего использования прилагательных, ориентированных на мужской род, негативно влияет на женщин, так как этот факт усваивается в обществе в качестве нормы. К примеру, использования таких понятий как fireman, businessman, т.е. явное указание на принадлежность слова к мужскому виду деятельности, создает в обществе когнитивный диссонанс.
В обществах, использующих вышеуказанный тип языка, есть вероятность принижения роли женщин и уменьшения возможности достижения ими успеха в априори ориентированных на мужчин профессиях.
В наше время до сих пор во многих местах существует проблема гендерного неравенства,  а также гендерных стереотипов, основанных на биологических характеристиках человека.
В такой ситуации, использование языков, в которых четко прослеживается указание на гендерную принадлежность, влияет на наше восприятие полов и способствует разрушению существующих стереотипов.